# Maďarsko na Eurovision Song Contest
Maďarsko se zúčastnilo 17 ročníků soutěže Eurovision Song Contest, poprvé v roce 1994. Země se pokoušela zúčastnit už v roce 1993, kdy ale nepostoupila z kvalifikačního kola. Debutový ročník patří také mezi nejúspěšnější rok, kdy Friderika Bayer skončila na 4. místě. Mezi 5 nejlepších se probojoval už pouze András Kállay-Saunders v roce 2014. Mezi 10 nejlepších se země dostala celkem 5krát, zásluhu na tom mají Magdi Rúzsa (9. místo v roce 2007), ByeAlex (10. místo v roce 2013) a Joci Pápai (8. místo v roce 2017).
Země po roce 1998 soutěž opustila a vrátila se až v roce 2005, po umístění na 12. pozici ale Maďarsko opět na rok odstoupilo. Poté se země zúčastnila tří ročníků, v roce 2010 ale znovu odstoupila z finančních důvodů. V roce 2011 se země vrátila a zúčastnila se všech ročníků až do roku 2019. Od roku 2020 země na soutěži chybí. K odstoupení došlo poté, co došlo k vzestupu anti-LGBT názorů u představitelů země i ve vedení MTVA; podle názoru zdroje od MTVA, který se vyjádřil pro web Index.hu, je soutěž pro MTVA „příliš homosexuální“.

## Výsledky
| Rok                           | Interpret              | Píseň                           | Jazyk                  | Finále             | Finále             | Semifinále  | Semifinále  |
| Rok                           | Interpret              | Píseň                           | Jazyk                  | Pořadí             | Body               | Pořadí      | Body        |
| ----------------------------- | ---------------------- | ------------------------------- | ---------------------- | ------------------ | ------------------ | ----------- | ----------- |
| 1993                          | Andrea Szulák          | „Árva reggel“                   | maďarština             | nekvalifikovalo se | nekvalifikovalo se | 6.          | 44          |
| 1994                          | Friderika              | „Kinek mondjam el vétkeimet?“   | maďarština             | 4.                 | 122                | nekonalo se | nekonalo se |
| 1995                          | Csaba Szigeti          | „Új név egy régi ház falán“     | maďarština             | 22.                | 3                  | nekonalo se | nekonalo se |
| 1996                          | Gjon Delhusa           | „Fortuna“                       | maďarština             | nepostup           | nepostup           | 23.         | 26          |
| 1997                          | V.I.P.                 | „Miért kell, hogy elmenj?“      | maďarština             | 12.                | 39                 | nekonalo se | nekonalo se |
| 1998                          | Charlie                | „A holnap már nem lesz szomorú“ | maďarština             | 23.                | 4                  | nekonalo se | nekonalo se |
| bez účasti v letech 1999–2004 |                        |                                 |                        |                    |                    |             |             |
| 2005                          | Nox                    | „Forogj, világ!“                | maďarština             | 12.                | 97                 | 5.          | 167         |
| bez účasti v roce 2006        |                        |                                 |                        |                    |                    |             |             |
| 2007                          | Magdi Rúzsa            | „Unsubstantial Blues“           | angličtina             | 9.                 | 128                | 2.          | 224         |
| 2008                          | Csézy                  | „Candlelight“                   | angličtina, maďarština | nepostup           | nepostup           | 19.         | 6           |
| 2009                          | Zoli Ádok              | „Dance with Me“                 | angličtina             | nepostup           | nepostup           | 15.         | 16          |
| bez účasti v roce 2010        |                        |                                 |                        |                    |                    |             |             |
| 2011                          | Kati Wolf              | „What About My Dreams?“         | angličtina, maďarština | 22.                | 53                 | 7.          | 72          |
| 2012                          | Compact Disco          | „Sound of Our Hearts“           | angličtina             | 24.                | 19                 | 10.         | 52          |
| 2013                          | ByeAlex                | „Kedvesem“ (Zoohacker Remix)    | maďarština             | 10.                | 84                 | 8.          | 66          |
| 2014                          | András Kállay-Saunders | „Running“                       | angličtina             | 5.                 | 143                | 3.          | 127         |
| 2015                          | Boggie                 | „Wars for Nothing“              | angličtina             | 20.                | 19                 | 8.          | 67          |
| 2016                          | Freddie                | „Pioneer“                       | angličtina             | 19.                | 108                | 4.          | 197         |
| 2017                          | Joci Pápai             | „Origo“                         | maďarština             | 8.                 | 200                | 2.          | 231         |
| 2018                          | AWS                    | „Viszlát nyár“                  | maďarština             | 21.                | 93                 | 10.         | 111         |
| 2019                          | Joci Pápai             | „Az én apám“                    | maďarština             | nepostup           | nepostup           | 12.         | 97          |
| bez účasti od roku 2020       |                        |                                 |                        |                    |                    |             |             |

| Legenda | Legenda                              |
| ------- | ------------------------------------ |
| 1       | 1. místo                             |
| 2       | 2. místo                             |
| 3       | 3. místo                             |
| ◁       | poslední místo                       |
| X       | interpret vybrán, ale nezúčastnil se |

## Galerie

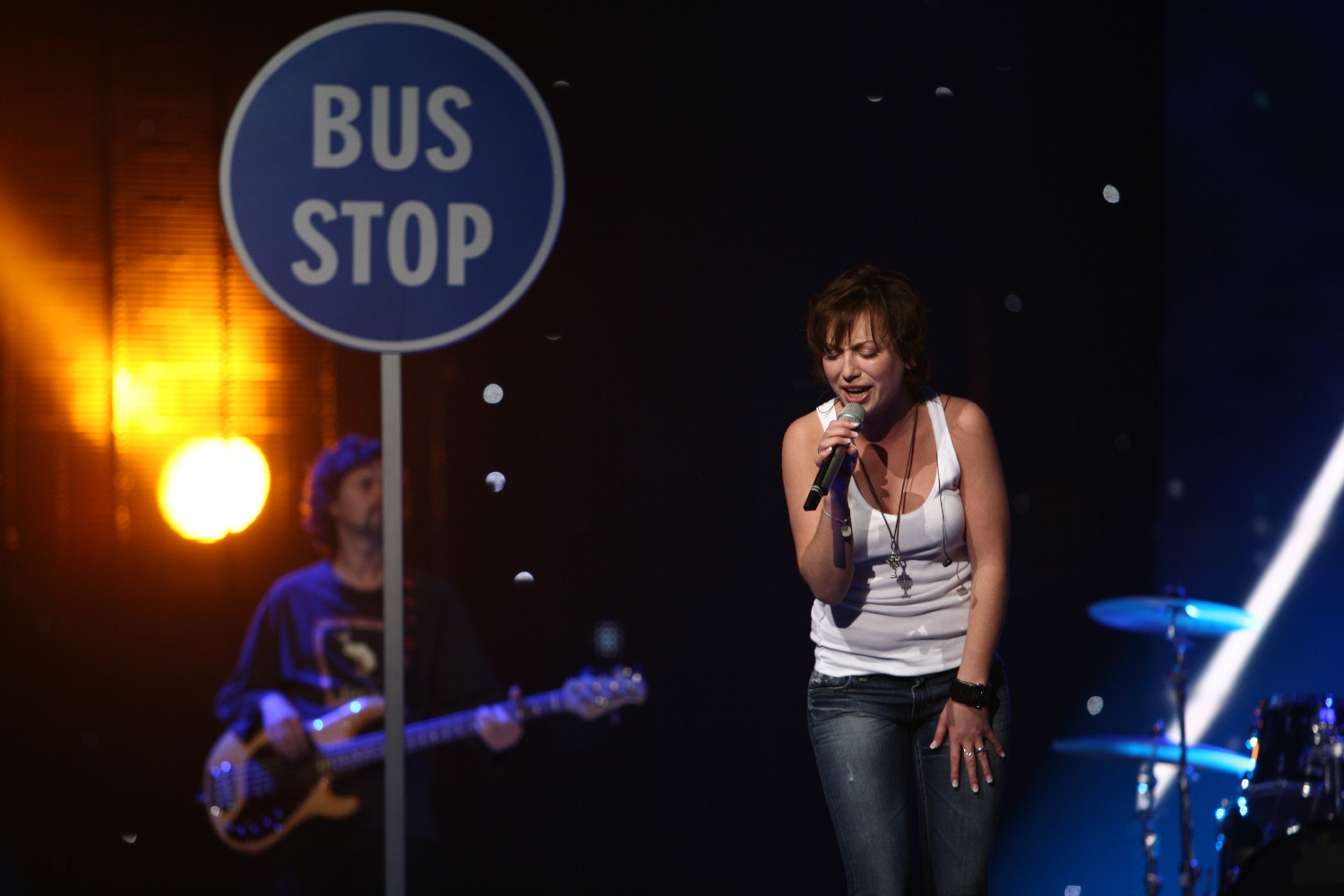
Magdi Rúzsa v Helsinkách (2007)
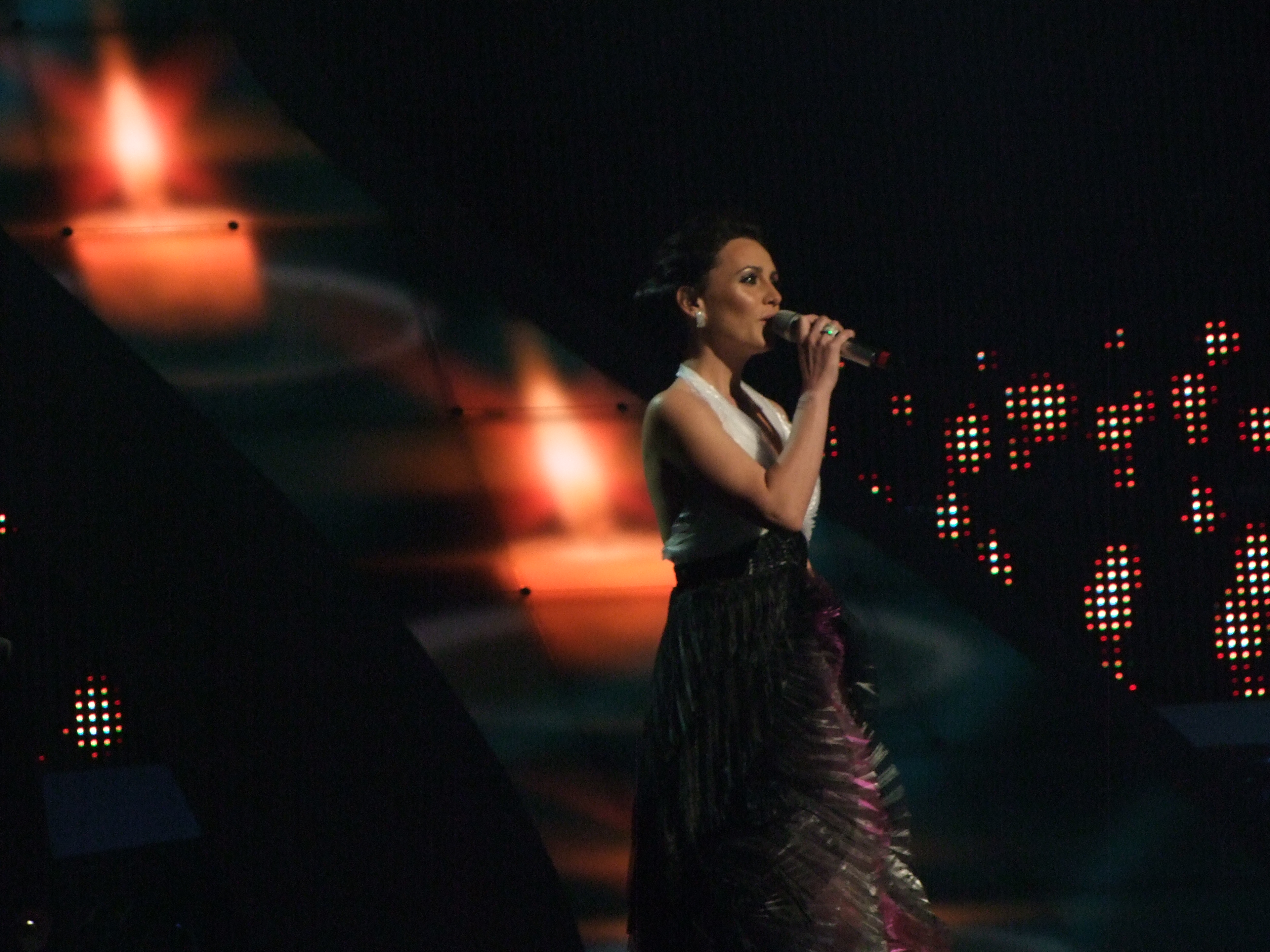
Csézy v Bělehradu (2008)
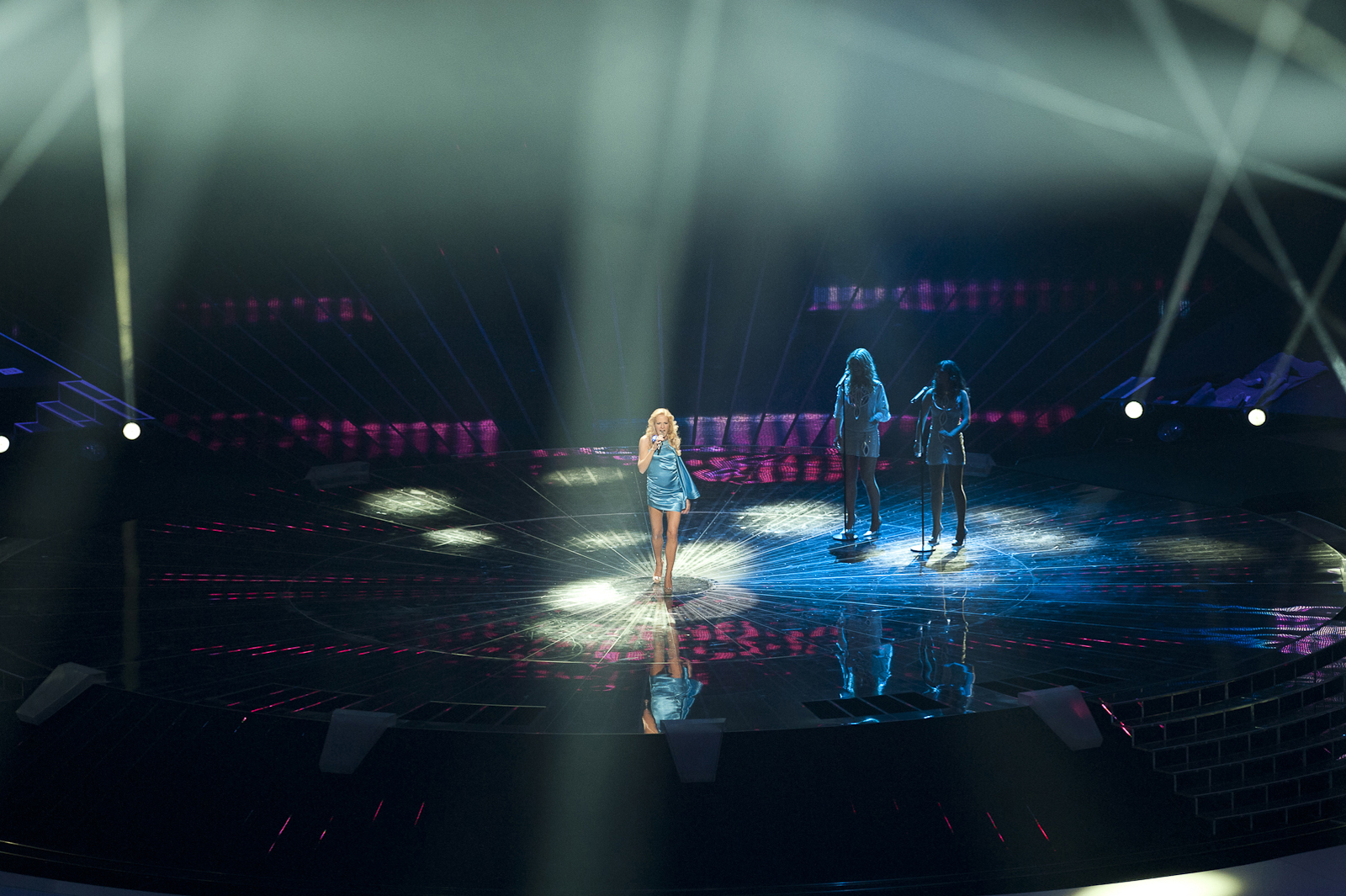
Kati Wolf v Düsseldorfu (2011)
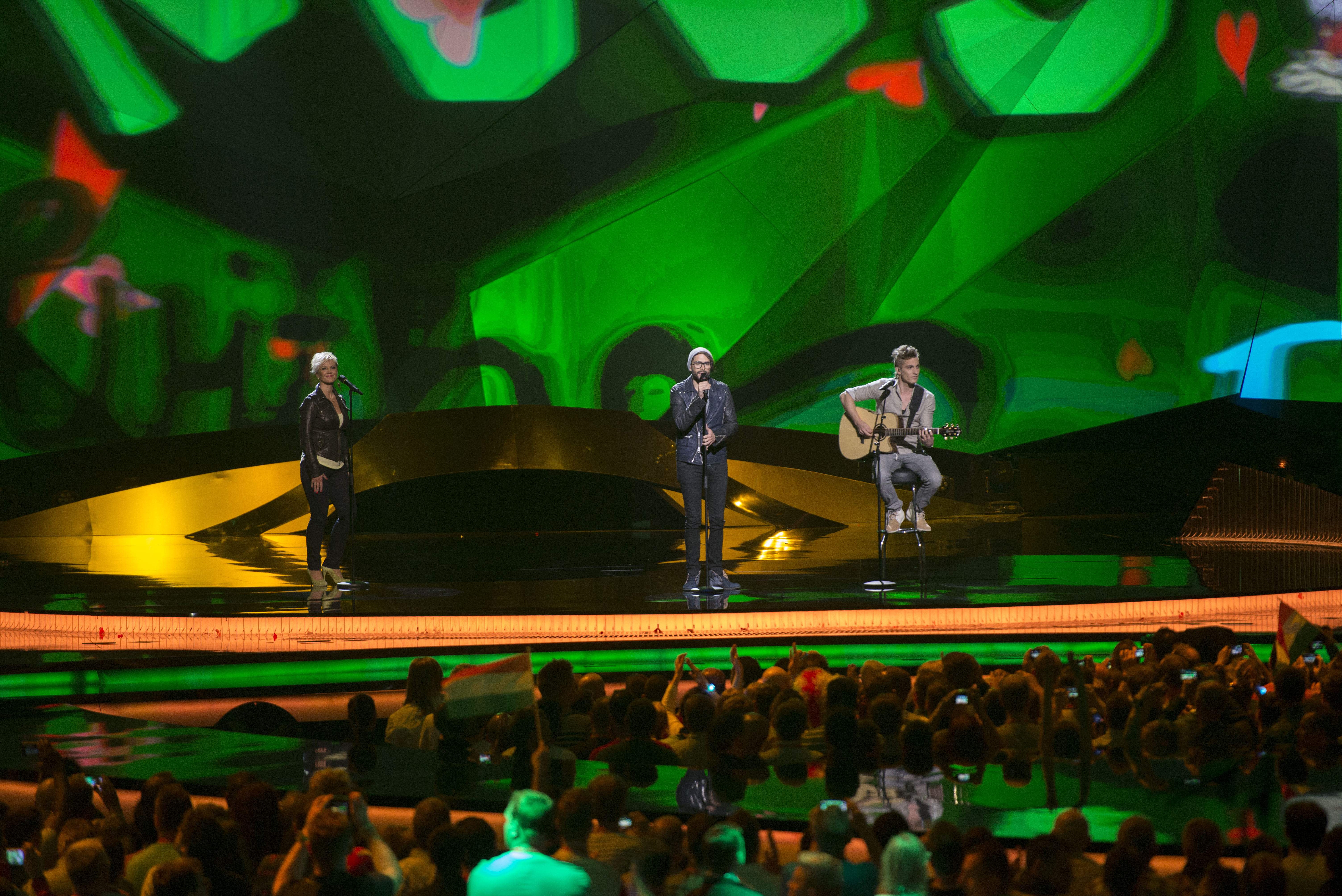
ByeAlex v Malmö (2013)
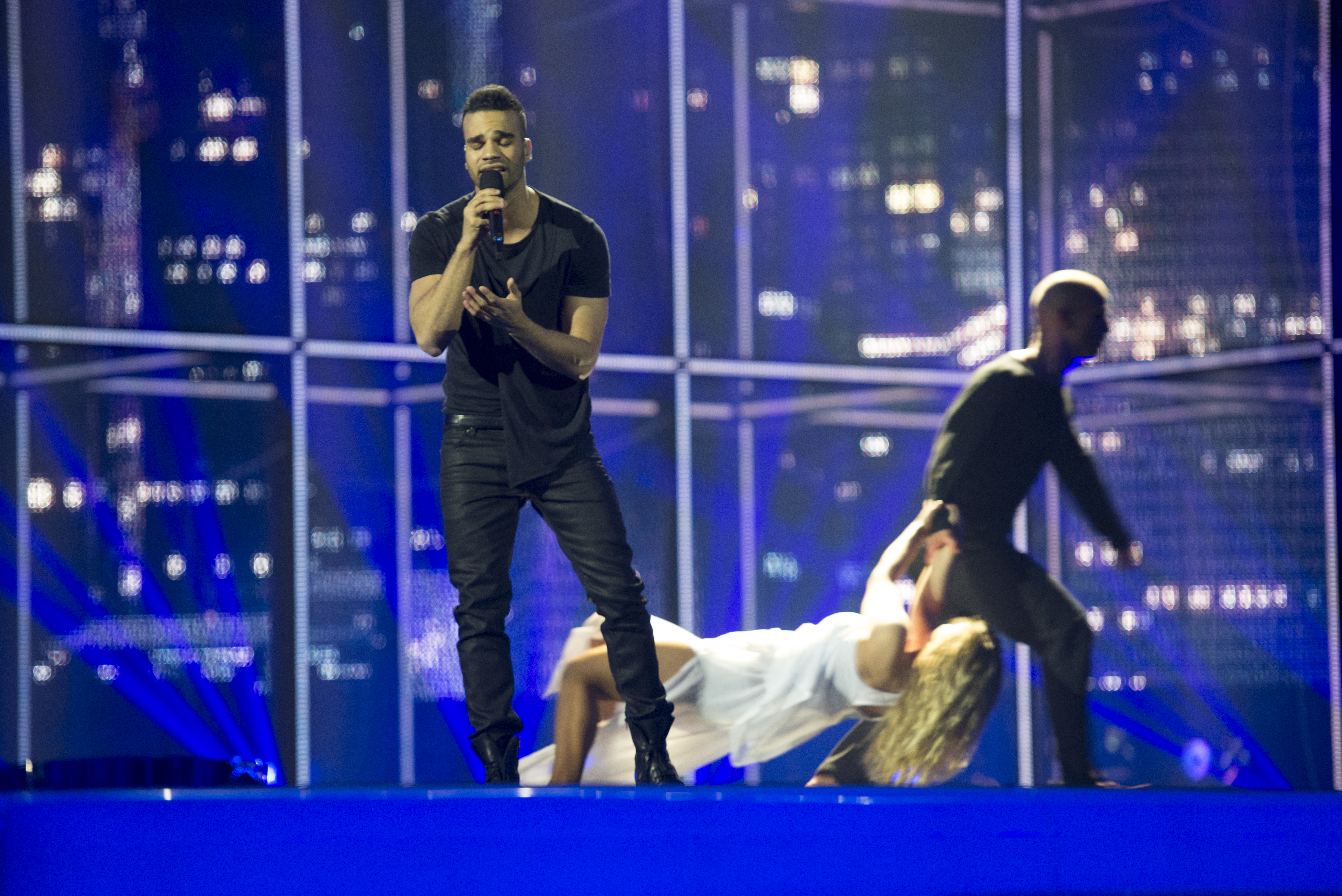
András Kállay-Saunders v Kodani (2014)
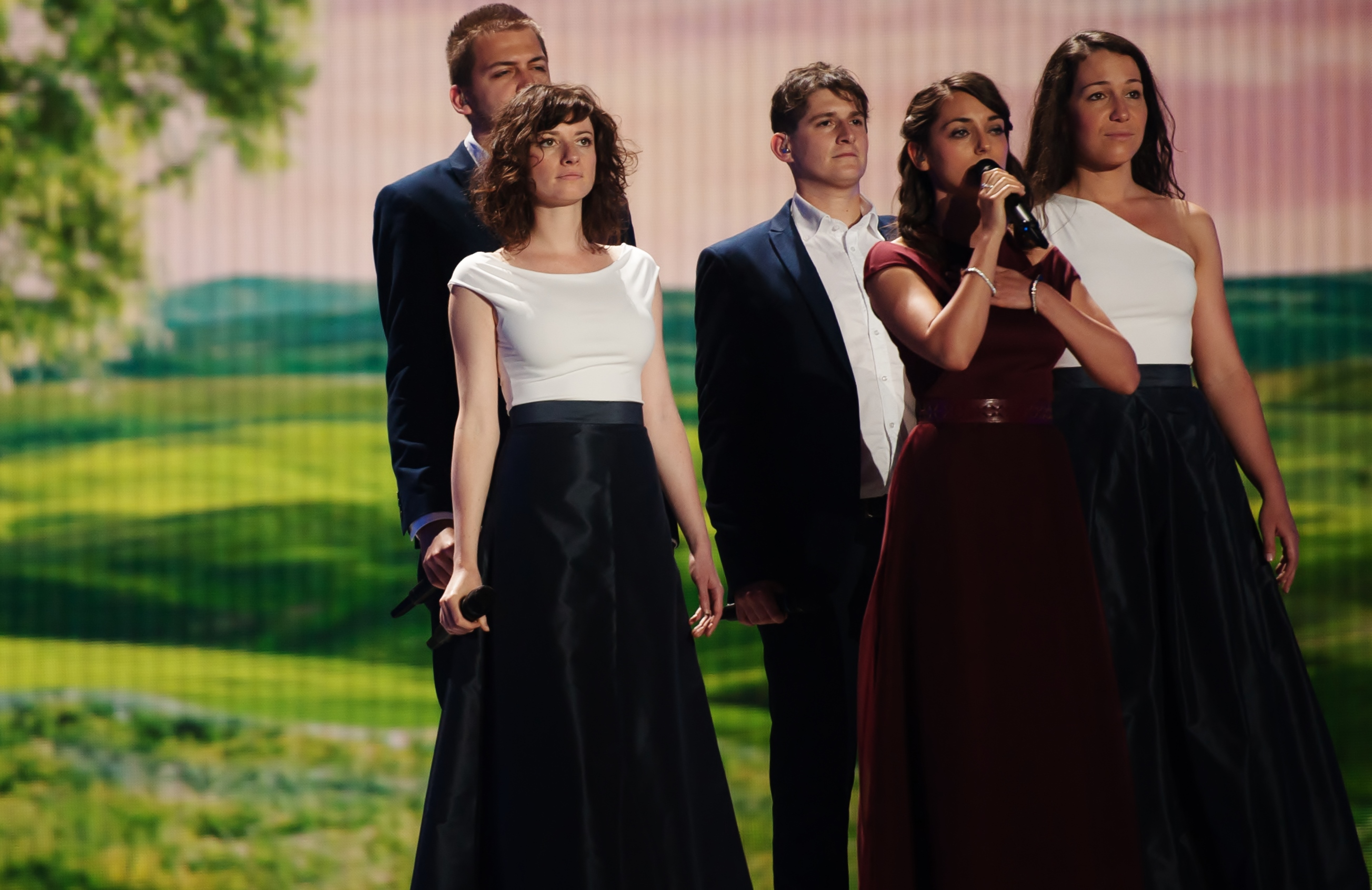
Boggie ve Vídni (2015)
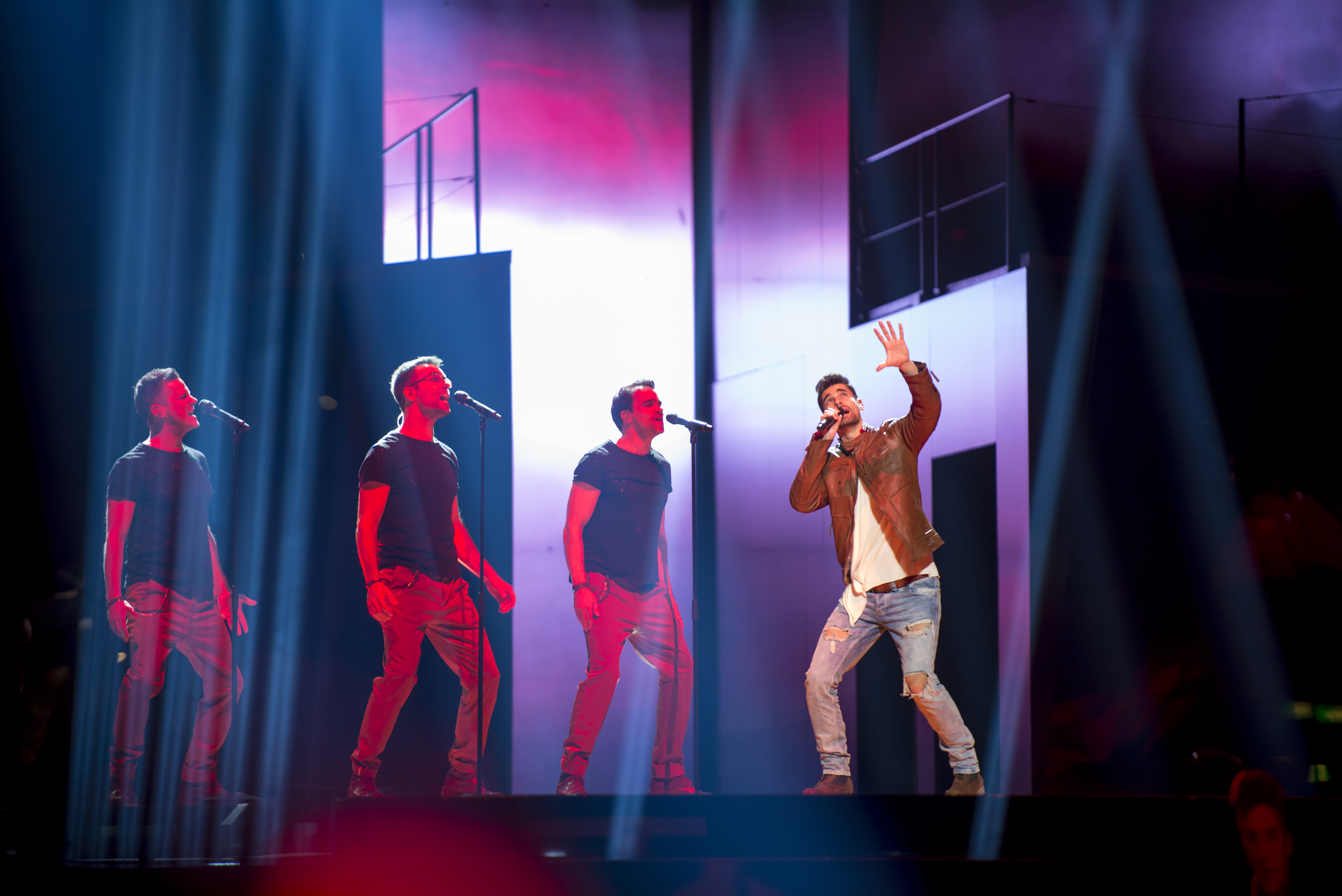
Freddie ve Stockholmu (2016)
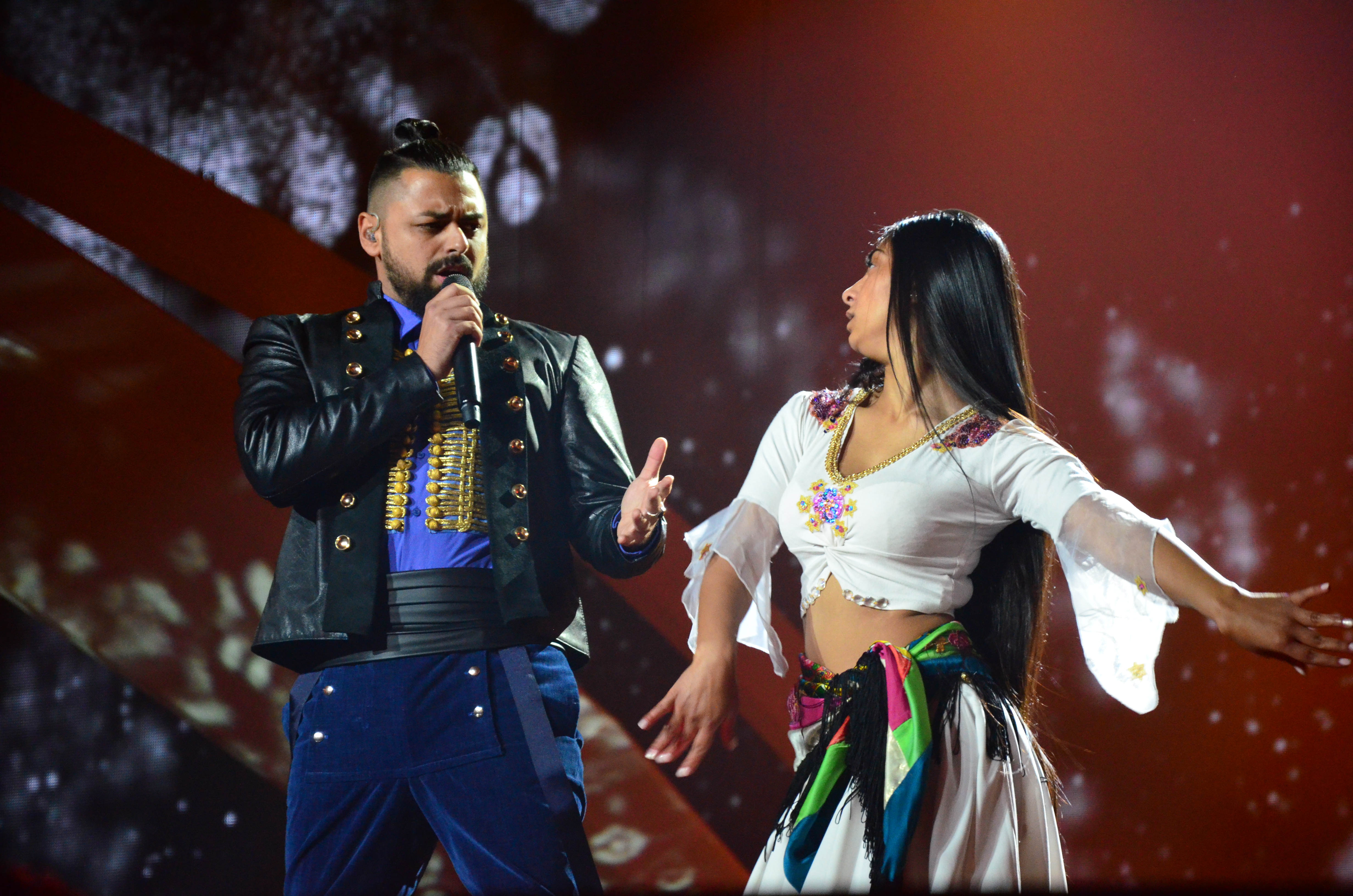
Joci Pápai v Kyjevě (2017)
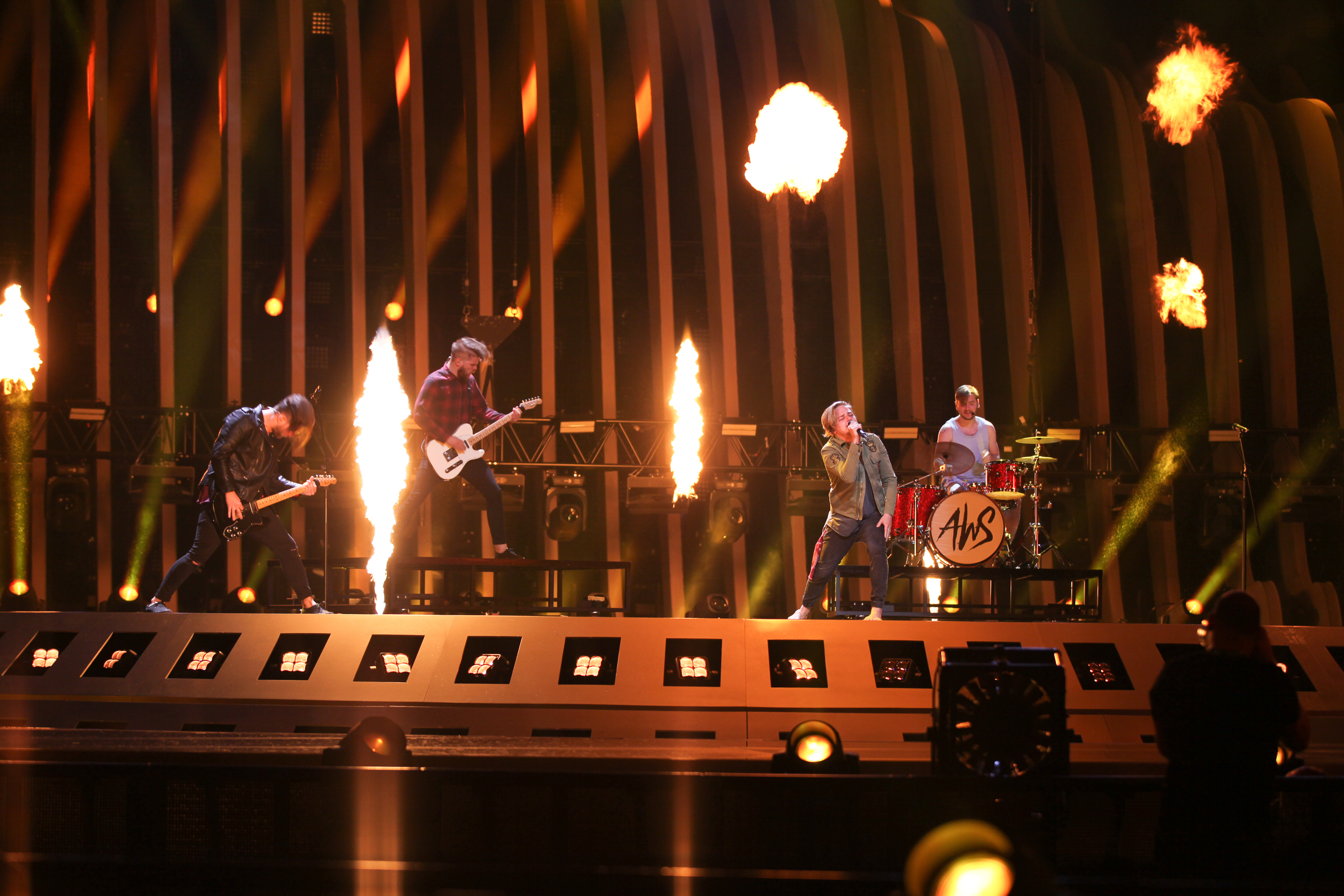
AWS v Lisabonu (2018)
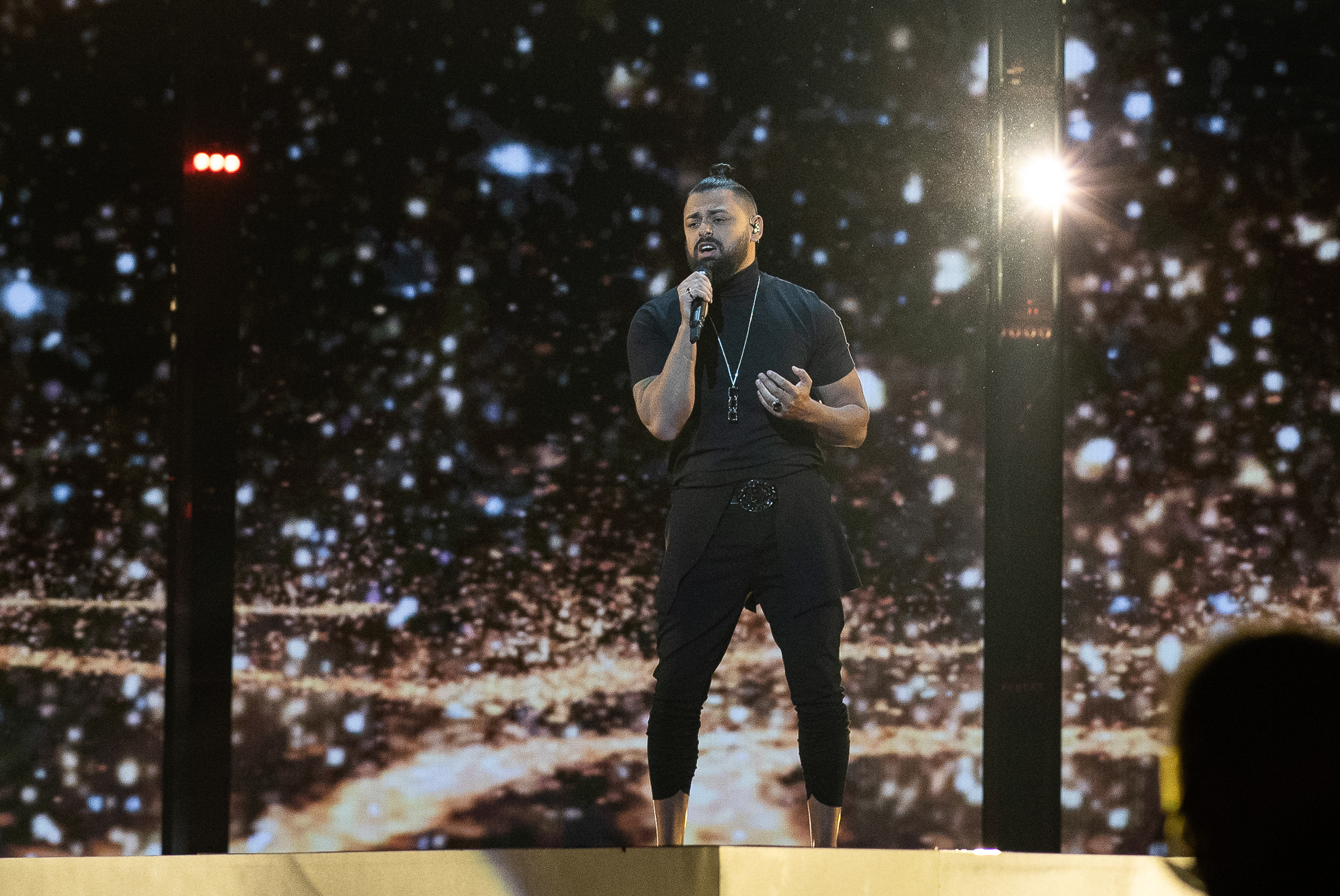
Joci Pápai v Tel Avivu (2019)